# 全子瑞
全子瑞（1960年—），中華民國陸軍中將，臺灣高雄市人，籍貫河南省淅川縣，為第27任中華民國陸軍軍官學校校長，畢業於陸軍官校正51期，現任陸軍官校校友基金會執行長，曾任陸軍大膽島、莒指部、關指部指揮官、陸軍六軍團副指揮官、陸軍花防部指揮官、陸軍司令部參謀長、陸軍教準部指揮官等職。

## 班期更迭
陸官早期雖班隊單一，但非故定一年一招生，故僅述陸官第幾期畢業；俟來台後改為四年制一年一招後，有人習慣上加以（年班）；而在1978年招收專科班後，專科班為了和原大學制班隊有所區隔，在（稱呼）與（畢業證書）上，冠以「專科班」再加示（第幾期）、（第幾年班）；故陸官官網之「歷屆校長」期別介紹，在全子瑞前僅以「陸官第幾期」登載，全子瑞起即冠以「正期班」或「專科班」第幾年班做為區分，值得注意的是，陸官在2004年（專科27期）停招專科班後，大學制班隊仍延用「正期班」制至今。

## 軍旅仕途
全子瑞在2010年7月16日接任陸官校長，時任陸軍司令楊天嘯在布達新職指出，新任校長全子瑞少將為陸軍官校51期七十一年班畢業，先後完成陸院、戰院深造教育，並歷練陸軍排長、連長、營長、一五八旅參謀主任、副旅長、陸軍官校專指部與學指部指揮官、花蓮防衛指揮部參謀長，以及莒光地區、關渡地區指揮部指揮官等重要職務，學經歷完整，部隊實務經驗豐富。全子瑞在2012年7月1日卸任校長，獲頒干城甲種二等獎章，肯定他推動校務發展及完成校務規劃的重大貢獻，隨即接任六軍團副指揮官，再於2013年1月1日接任花東防衛指揮部指揮官。

## 治校與校際發展
全子瑞認為，陸軍官校是培養中華民國陸軍軍事幹部的搖籃，更為國家的安定與發展的基礎，因此官校教學要著重品德教育，形塑允文允武現代化優質幹部。除治理校務，他也致力於校際發展，於2010年8月18日參訪台灣專案管理學會洽談未來相關合作事宜。另於2011年12月27日拜訪與敦聘成功大學校長黃煌煇為校務委員，交換治校理念。

## 荣誉

### 中华民国勋章奖章
全子瑞服務軍旅卅餘年，共獲頒「忠勤勳章」3座、「陸海空軍獎章」1座、「干城獎章」1座、「陸光獎章」1座、「金甌獎章」3座、「弼亮獎章」3座、「景風獎章」4座與「寶星獎章」4座等共20座勳獎章（同類勳獎章不做細分）。
- 陆海空军甲种二等奖章（2017年6月29日于台北博爱营区颁授[9]）